# Gordon Singleton
Geoffrey Gordon „Gord“ Singleton CM (* 9. August 1956 in Niagara Falls; † 24. März 2024) war ein kanadischer Bahnradsportler. Sein größter Erfolg war der WM-Titel 1982. Darüber hinaus gewann er bei seinen WM-Teilnahmen drei Silbermedaillen.

## Sportliche Laufbahn
Gordon Singleton begann seine Radsport-Karriere als Amateur im Jahre 1975, im Jahr darauf wurde er jeweils Zweiter bei den kanadischen Meisterschaften im Sprint und im Punktefahren. Seine ersten internationalen Erfolge feierte er bei den Commonwealth Games 1978 in Edmonton, wo er im Tandemrennen mit Jocelyn Lovell siegte und Dritter im 1-km-Zeitfahren wurde. 1978 siegte er bei den Panamerikanischen Spielen im Sprint sowie im Zeitfahren. Im selben Jahr wurde er in Amsterdam Zweiter bei den Bahnradsport-Weltmeisterschaften im Sprint. Diese Platzierung im Sprint gelang ihm 1981 in Brünn und 1982 in Leicester zwei weitere Male. Er gewann 1978 das Rennen The Golden Wheel, ein traditionsreiches internationales Bahnrennen in London.
Wegen des Boykotts der Olympischen Sommerspiele in Moskau wurde in London ein „Grand Prix“ ausgerichtet, bei dem Singleton Weltrekorde über 200, 500 und 1000 Meter aufstellte. Er war damit der bisher einzige Radsportler, der drei Weltrekorde gleichzeitig hielt (Stand 2020).
1982 in Leicester wurde Gordon Singleton zudem Weltmeister im Keirin. Damit war er der erste Kanadier, der im Radsport einen Weltmeistertitel erringen konnte. Im selben Jahr gewann er die traditionsreiche Champion of Champions Trophy. 1983 trat er vom aktiven Sport zurück. Von 1975 bis 1980 gewann er elf nationale Titel auf der Bahn in den Disziplinen Sprint, 1000-Meter-Zeitfahren, in der Mannschaftsverfolgung und im Omnium.
In den 1990er Jahren kehrte Singleton in den Radsport zurück. Bei den UCI Masters, einem Wettbewerb für Senioren-Radsportler, gewann er 1998 jeweils Gold im Sprint und im Zeitfahren über 750 Meter. Acht Jahre später wurde er erneut Goldmedaillengewinner im Sprint, diesmal in der Kategorie der 50- bis 55-Jährigen.
Im Jahr 2018 erfolgte seine Aufnahme in die Canadian Cycling Hall of Fame.

## Persönliches
Nachdem er seine Radsportkarriere im Jahr 1982 vorläufig beendet hatte, betrieb Singleton in seinem Heimatort Niagara Falls eine Firma für Autobatterien und Reifen. 1987 wurde er mit dem Order of Canada ausgezeichnet. 
Gordon Singleton starb am 24. März 2024 im Alter von 67 Jahren an den Folgen von Prostatakrebs.

## Erfolge
1978
- Commonwealth-Games-Sieger – Tandem (mit Jocelyn Lovell)

1979
- Amateur-Weltmeisterschaft – 1000-Meter-Zeitfahren
- Panamerikaspielesieger – Sprint, 1000-Meter-Zeitfahren
- Kanadischer Meister – Punktefahren

1981
- Weltmeisterschaft – Sprint

1982
- Weltmeister – Keirin
- Weltmeisterschaft – Sprint